# Marko Milinković
Marko Milinković (Belgrado, Serbia, 16 de abril de 1988) es un futbolista serbio. Juega de centrocampista y su equipo es el F. K. Borac Čačak.

## Selección nacional
Ha sido internacional con la selección de fútbol de Serbia en una ocasión sin anotar goles.

## Clubes
| Club                           | País       | Año       |
| ------------------------------ | ---------- | --------- |
| F. K. Borac Čačak              | Serbia     | 2006-2007 |
| M. F. K. Košice                | Eslovaquia | 2007-2011 |
| Š. K. Slovan Bratislava        | Eslovaquia | 2011-2016 |
| Gençlerbirliği S. K.           | Turquía    | 2016-2018 |
| Eskişehirspor                  | Turquía    | 2018-2019 |
| Giresunspor                    | Turquía    | 2020-2021 |
| Alashkert F. C.                | Armenia    | 2021-2022 |
| F. K. Metalac Gornji Milanovac | Serbia     | 2022-2024 |
| F. K. Borac Čačak              | Serbia     | 2024-     |

## Palmarés

### Títulos nacionales
| Título             | Club            | País       | Año  |
| ------------------ | --------------- | ---------- | ---- |
| Copa de Eslovaquia | M. F. K. Košice | Eslovaquia | 2009 |